# Gurij Antonovič Pljugin
| 1993 Guacolda       | 25 luglio 1968 |
| 4228 Nemiro         | 25 luglio 1968 |
| 4590 Dimashchegolev | 25 luglio 1968 |
| 7450 Shilling       | 24 luglio 1968 |
| 23401 Brodskaya     | 25 luglio 1968 |
| 32731 Annaivanovna  | 25 luglio 1968 |
| 52225 Panchenko     | 25 luglio 1968 |

Gurij Antonovič Pljugin (in russo Гурий Антонович Плюгин?; Leningrado, 1925 – ...) è stato un astronomo russo, citato in letteratura anche come Plyugin.
Fu tra gli astronomi che riaprirono l'Osservatorio di Pulkovo dopo la ricostruzione post-bellica.
Il Minor Planet Center gli accredita la scoperta di sette asteroidi, effettuate nel 1968, tutte in collaborazione con Jurij A. Beljaev.
Le ultime notizie su Pljugin risalgono al novembre 2010, quando avvenne un incendio nel suo appartamento a Senež, tuttavia non avendo ritrovato il corpo è considerato scomparso.